# Siljansnäs kyrka
Siljansnäs kyrka är en kyrkobyggnad i orten Siljansnäs i Leksands kommun. Den tillhör Siljansnäs församling i Leksands pastorat, Västerås stift.

## Kyrkobyggnaden
Kyrkan började byggas 1868 efter ritningar av arkitekten Johan Fredrik Åbom. Den tillkom för att avståndet till sockenkyrkan i Leksand var stort och färden med kyrkbåt över Siljan vissa tider på året var farlig. Den har inte haft någon äldre föregångare på platsen. 1875 färdigställdes kyrkan och 2 maj samma år invigdes den.
Kyrkan består av ett treskeppigt långhus med kyrktorn vid västra kortsidan. Vid östra kortsidan finns en femsidig utbyggnad där sakristian är inhyst. Huvudingången finns vid tornets västra sida. Ytterligare ingångar finns vid långhusets södra och norra sidor.
Kyrkan är byggd av gråsten och har vitrappade väggar. Taket är täckt med tjärade spån. Tornet har en huv som kröns med lanternin och spira. Tornuret är tillverkat 1875 av Pellas Erik Persson och Söner i Mora.
Sakristian ligger bakom altaret och koret och skiljs ifrån kyrkorummet med ett skrank.

## Inventarier
- Altartavlan är målad av en okänd konstnär och har motivet "Kristus i örtagården".
- Kyrkklockorna är gjutna 1874 av N. P. Linderberg i Sundsvall.
- Dopskålen i silver är en gåva till kyrkan.
- Nuvarande orgel är byggd 1961 av Olof Hammarberg. Föregående orgel byggdes 1883 av Åkerman & Lund Orgelbyggeri. Manualomfång: C-f3. Pedalomfång: C-f1.

| Man I. Huvudverk | Man II. Bröstverk (sv) | Pedal          |
| ---------------- | ---------------------- | -------------- |
| Principal 8'     | Gedackt 8'             | Subbas 16'     |
| Rörflöjt 8'      | Rörflöjt 4'            | Borduna 8'     |
| Oktava 4'        | Principal 2'           | Oktava 4'      |
| Flöjt 4'         | Gemshorn 2'            | Nachthorn 2'   |
| Kvinta 2 2/3'    | Nasat 1 1/3'           | Mixtur 3 chor  |
| Oktava 2'        | Scharf 2 chor          | Alikvot 2 chor |
| Ters 1 3/5'      | Regal 8'               | Basun 16'      |
| Mixtur 4 chor    | Tremulant              | Skalmeja 4'    |
| Dulcian 16'      |                        |                |
| Trumpet 8'       |                        |                |

## Galleri

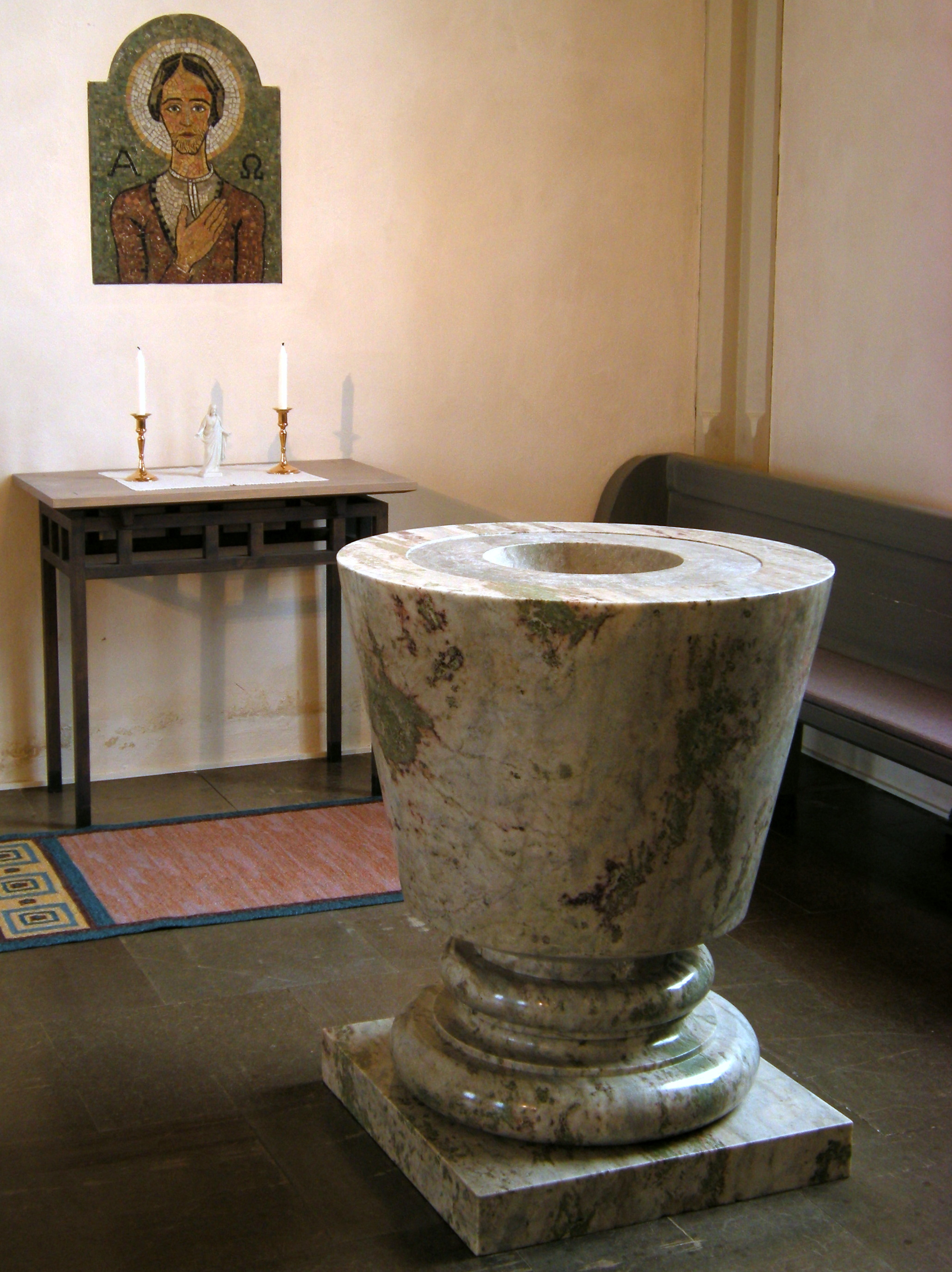
Dopfunten.
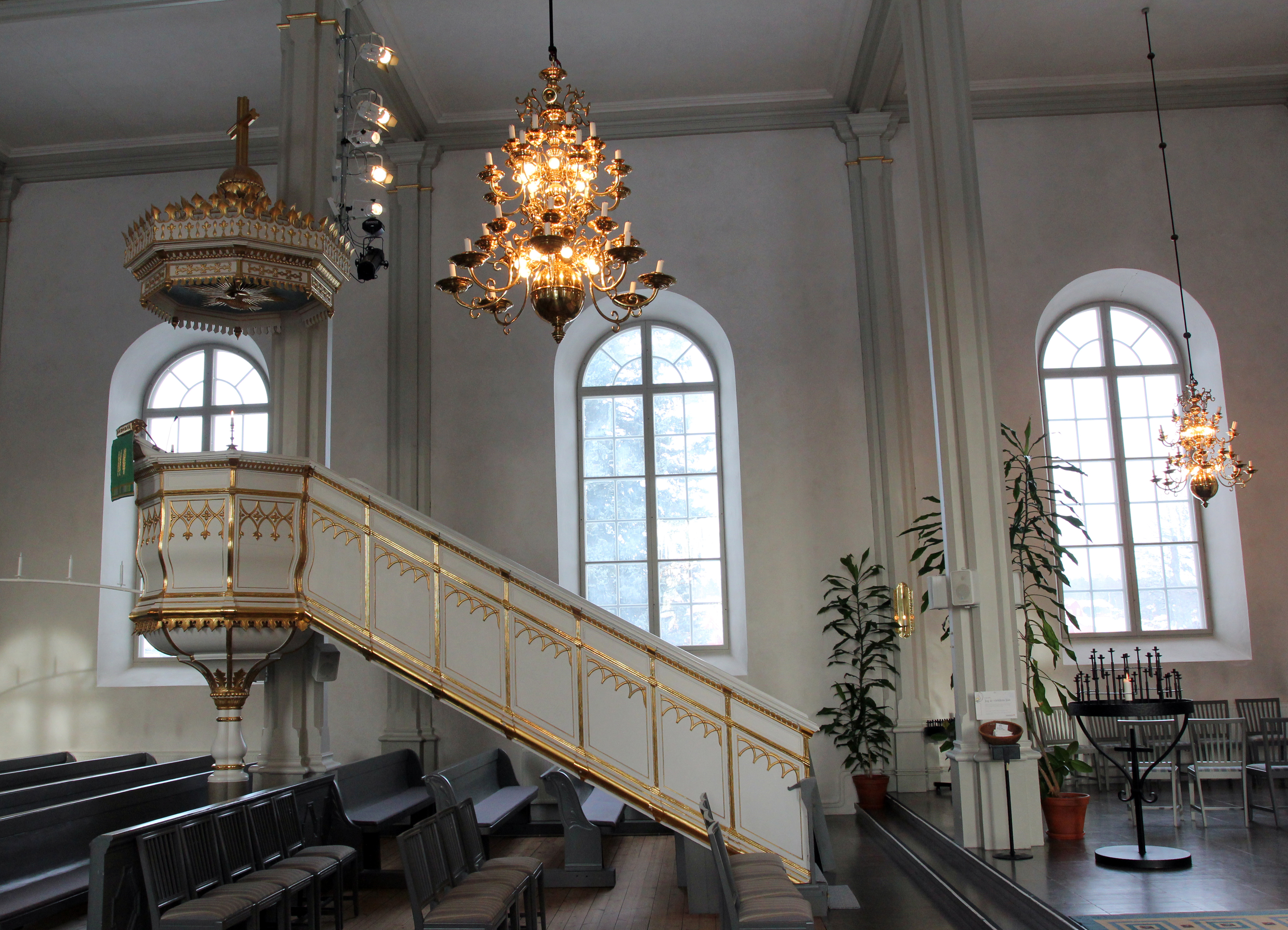
Predikstolen.
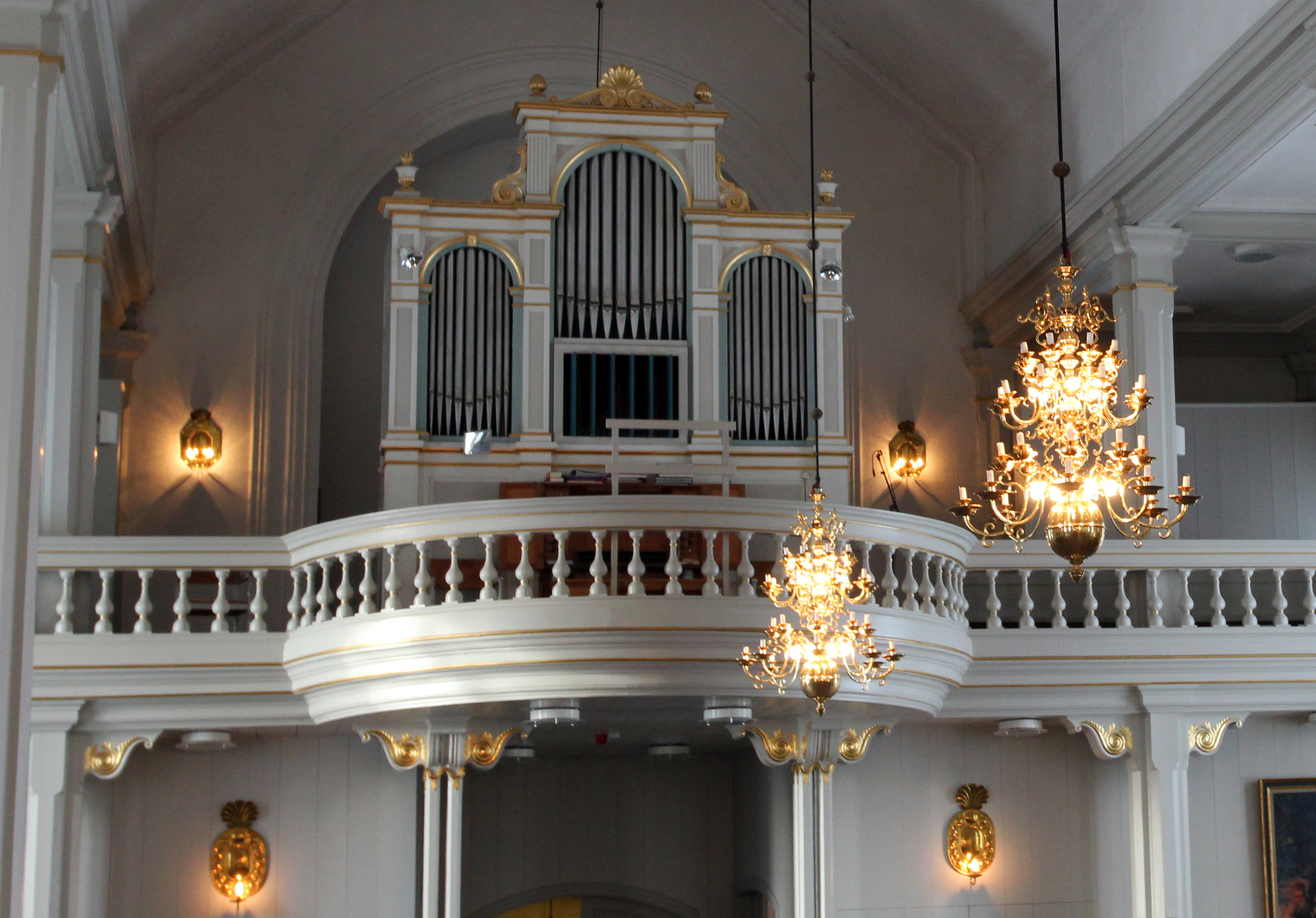
Orgelläktaren.